# Monistrol-sur-Loire
Monistrol-sur-Loire ist eine französische Gemeinde mit 8874 Einwohnern (Stand: 1. Januar 2022) im Département Haute-Loire in der Region Auvergne-Rhône-Alpes. Sie gehört zum Arrondissement Yssingeaux und ist Hauptort des Kantons Monistrol-sur-Loire. Die Einwohner werden Monistrolien(nes) genannt.

## Geographie
Die Gemeinde liegt im Velay, einer Landschaft im französischen Zentralmassiv. Die Loire begrenzt die Gemeinde im Westen, an der südlichen Gemeindegrenze ihr Nebenfluss Lignon du Velay. Monistrol-sur-Loire wird umgeben von den Nachbargemeinden La Chapelle-d’Aurec und Aurec-sur-Loire im Norden, Firminy und La Séauve-sur-Semène im Nordosten, Sainte-Sigolène im Osten, Les Villettes im Südosten, Saint-Maurice-de-Lignon im Süden, Beauzac im Südwesten und Bas-en-Basset im Nordwesten.
Durch die Gemeinde führt die Route nationale 88.

## Geschichte
Monasteriolum taucht als Ort erstmals im 9. Jahrhundert auf mit dem zeitgleichen Erscheinen der Reliquien des heiligen Marcellin. Die Bischöfe von Puy hatten hier ein Château errichtet.

## Bevölkerungsentwicklung
| Jahr                       | 1962 | 1968 | 1975 | 1982 | 1990 | 1999 | 2006 | 2017 |
| -------------------------- | ---- | ---- | ---- | ---- | ---- | ---- | ---- | ---- |
| Einwohner                  | 4020 | 4265 | 4607 | 5143 | 6180 | 7451 | 8444 | 8718 |
| Quellen: Cassini und INSEE |      |      |      |      |      |      |      |      |

## Sehenswürdigkeiten
|  |  |  |

- Château des Évêques-du-Puy (Bischöfliches Château), Monument historique seit 1935
- Kirche Saint-Marcellin, Monument historique seit 1926/1932, mit Kolleg
- Konvente der Ursulinen und der Kapuziner
- Donjon

## Gemeindepartnerschaft
Mit der spanischen Gemeinde Monistrol de Montserrat in Katalonien besteht seit 1994 eine Gemeindepartnerschaft.

## Persönlichkeiten
- Antoine de Sénecterre (Geburtsdatum unbekannt; † 1592), Bischof von Puy, errichtete das bischöfliche Château
- Bertrand de Chabron (1806–1889), General und Politiker
- Yvan Bourgis (* 1979), Fußballspieler